# Paedophryne oyatabu
Paedophryne oyatabu – endemiczny gatunek płaza bezogonowego z rodziny wąskopyskowatych (Microhylidae) występujący w Papui-Nowej Gwinei. Został odkryty w sierpniu 2002 i formalnie opisany w 2010 roku. Należy do najmniejszych na świecie znanych kręgowców.

## Historia odkrycia
Holotyp P. oyatabu – jedna samica – został odkryty 28 sierpnia 2002 roku przez lokalnego kolekcjonera Dolasi Salepuna na wschodnim zboczu Mt. Kilkerran (lokalna nazwa góry: Oya Tabu). Epitet gatunkowy oyatabu jest eponimem upamiętniającym geograficzną lokalizację gatunku. Gatunek został w czerwcu 2010 roku opisany przez herpetologa Edwarda F. Krausa na łamach czasopisma „ZooKeys”.

## Budowa ciała
P. oyatabu należy do najmniejszych żab świata, ale i najmniejszych znanych kręgowców. Jedyny znany okaz (samica) miał 11,3 mm długości. Tytuł „najmniejszej żaby świata” należy do przedstawiciela siostrzanego taksonu Paedophryne amauensis, odkrytego w 2009 roku.
Grzbiet jedynego znanego osobnika P. oyatabu miał wybarwienie popielato-brązowe, a dwa ciemne grzbietowe szewrony są czarne. Jeden zlokalizowany jest powyżej ramion, a drugi powyżej pachwiny. Między oczami widoczna czarna kreska. Przednie kończyny są czerwonawo-brązowe, część brzuszna jasnoszara, a oczy czarne.

## Rozmieszczenie geograficzne
Jedyny znany osobnik gatunku został znaleziony na wschodnim zboczu Mt. Kilkerran (lokalna nazwa góry: Oya Tabu) na wysokości 1400 m n.p.m. Jest to więc jedyna znana lokalizacja występowania gatunku. Oya Tabu jest najwyższą górą Wyspy Fergussona wchodzącej w skład Wysp d’Entrecasteaux, które administracyjnie należą do prowincji Milne Bay Papui-Nowej Gwinei.